# Miss Julie (film 2014)
Miss Julie è un film del 2014 diretto da Liv Ullmann. Tratto dalla tragedia omonima composta nel 1888 dal drammaturgo svedese August Strindberg.

## Trama
1890, Contea di Fermanagh, durante il corso di un singolo solstizio d'estate, Miss Julie, la figlia di un proprietario terriero anglo-irlandese, tenta di sedurre il cameriere personale di suo padre, John.